# مطار جبل الضنة
مطار جبل الظنة (ICAO: OMAJ) هو مطار خاص صغير تديره أدنوك ويخدم حقل النفط في جبل الظنة، أبو ظبي، الإمارات العربية المتحدة.